# David Georg Strube

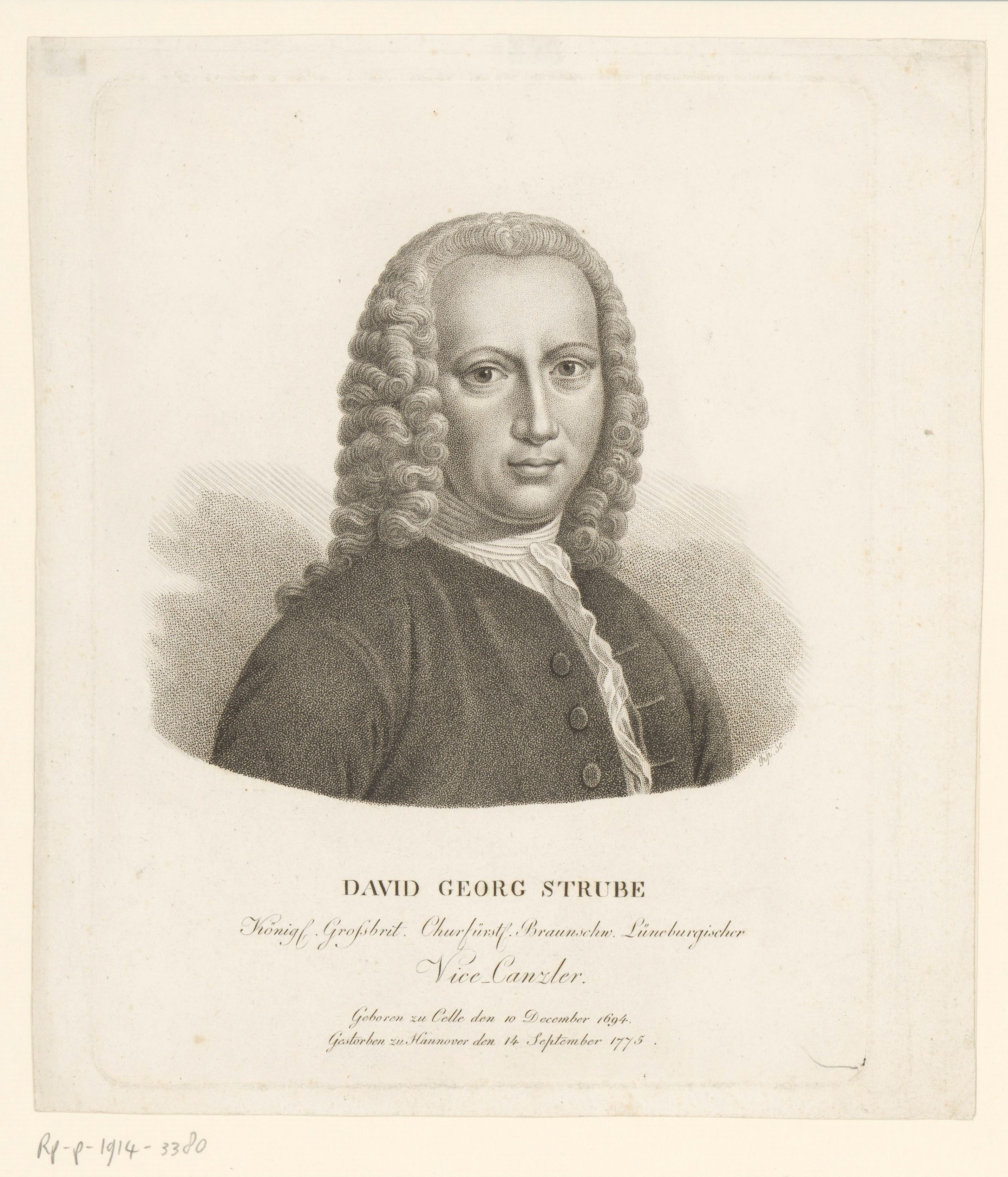
Porträt von David Georg Strube

David Georg Strube (* 29. November 1694 in Celle; † 24. Juli 1776 in Hannover) war ein deutscher Jurist und Publizist.

## Leben
Strube entstammte einer hannoverschen Beamtenfamilie und wurde von Hauslehrern erzogen. Er studierte Rechtswissenschaften an den Universitäten Halle und Leiden. In Halle wendete er sich vor allem der Lehre der frühen Aufklärer Justus Henning Böhmer, Nicolaus Hieronymus Gundling und Christian Thomasius zu. Er disputierte 1718 bei Gerhard Noodt, der ebenfalls zu den frühen Aufklärern zählte, mit der Arbeit de origine nobilitatis germanicae et praecipuis quibusdam ejus juribus. Anschließend begab er sich auf die damals übliche Grand Tour, die ihn durch Westeuropa führte.
Nach Celle zurückgekehrt, wurde er zunächst Advokat am Oberappellationsgericht Celle, 1720 dann Syndikus des Hochstift Hildesheim. Hier setzte seine reiche Veröffentlichungstätigkeit ein, zunächst mit besonderem Schwerpunkt im Agrarrecht und dem dazugehörigen landwirtschaftlichen Sondererbrecht.
1740 wechselte er in den hannoverschen Staatsdienst unter dem Minister Gerlach Adolph von Münchhausen, dessen engster Vertrauter und Mitarbeiter er lebenslang blieb; als „advocatus patriae“ und Geheimer Justizrat vertrat er offensiv die forensischen Interessen Kurhannovers beispielsweise gegen die Freie Reichsstadt Lübeck in der ererbten Frage der Möllner Pertinenzien. Auch am Aufbau der 1737 inaugurierten Georg-August-Universität Göttingen wirkte er intensiv mit und betreute insbesondere alle Fragen rund um deren Juristische Fakultät. 1751 wurde er zum auswärtigen Mitglied der Göttinger Akademie der Wissenschaften gewählt.
1758 stieg er zum Direktor der Justizkanzlei in Hannover auf und erhielt 1772 noch den Titel eines Vizekanzlers des Kurfürstentums.